# Александър Арангелов
Александър Димитров Арангелов е бивш полицай, български политик от партия „Възраждане“. Народен представител в XLVIII народно събрание и XLIX народно събрание.

## Биография
Александър Арангелов е роден на 7 май 1980 г. в град Самоков, Народна република България. Когато е на 5 години, се премества да живее в София. След отбиване на военната си служба почти 10 години работи в МВР. През март 2008 г. като полицай от Трето РПУ в София е арестуван за подкуп и изнудване на собственици на автосервиз в столицата, след което е уволнен от системата на МВР. От 2009 г. развива собствен бизнес в сферата на строителството.

## Политическа дейност
Александър Арангелов е сред основателите на партия „Възраждане“ през 2014 г.
На парламентарните избори през 2022 г. е кандидат за народен представител от листата на партия „Възраждане“, водач в 26 МИР София – област. Избран е за народен представител.
На 9 февруари 2024 г. от името на „Възраждане“, председателят на партията, Костадин Костадинов го изключва от нея. Ден по-рано четирима общински съветници заемат различна позиция от тази на партията в Столичният общински съвет. Костадинов го обявява заедно с депутатите Николай Дренчев и Иво Русчев отговорен за тези събития, като ръководители на Софийската организация, за това че са препоръчали тези хора за общински съветници. Те отказват да поемат тази отговорност и биват изключени.